# Tocho de arrabio

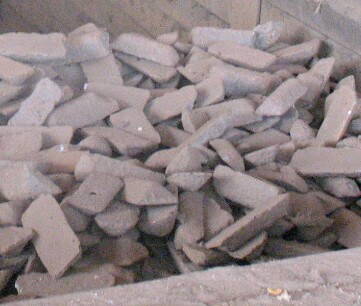
Tochos de arrabio

En siderurgia, un tocho de arrabio (denominado pig en inglés y gueuse en francés) es una masa de hierro carbonatado con impurezas obtenida a partir de un alto horno o de un cubilote, cuya forma está toscamente moldeada y que pesa unas pocas decenas de kilos. A diferencia de los lingotes de metal, los tochos son de hierro fundido primario y se moldean al aire libre.

## Características
Los tochos de arrabio forman parte de un proceso intermedio en la industria siderúrgica. Extraídos originalmente de los altos hornos o moldeados a su salida, se procesaban posteriormente (de forma habitual mediante pudelación) para obtener hierro o acero, o se volvían a fundir en un cubilote. Es por tanto un producto menos elaborado que un lingote de metal, cuya composición química suele ser homogénea y su estructura interna influye en las propiedades finales de la pieza.
Originalmente, los tochos de arrabio se vertían directamente del alto horno, en grupos. El denominado en francés gueusard, un canal excavado en la arena, rellenaba de arrabio una serie de cavidades practicadas también en la arena, proceso inventado por Abraham Darby I, quien denominó a estas piezas pigs (lechones), por la semejanza de la disposición de los lingotes de arrabio a una cerda amamantando a sus lechones La palabra francesa geuse deriva del término alemán Gieß que se refiere al metal fundido: en los siglos XVII y XVIII, esta palabra también se refería al material del que estaban compuestos los tochos. Al comienzo del siglo XIX, la generalización de los hornos de pudelación condujo a mayores exigencias en el peso y la forma de los tochos, que podían variar significativamente. Apareció entonces el salmón de hierro fundido, que es un pig calibrado para los hornos de pudelación.
|  |  |  |

Los tochos también se pueden moldear de forma continua en máquinas similares a cintas transportadores formadas por moldes ensamblados. El moldeado de los tochos con estas máquinas es necesario para el procesado de mineral de hierro con fósforo. De hecho, los tochos moldeados en arena suelen incluir sílice que degrada el revestimiento refractario de los hornos aptos para la desfosforación, que trabajan con un medio básico (alcalino). Por otro lado, la fundición en arena siguió siendo útil para evaluar la calidad de la fundición: la separación de un tocho del grupo se realiza rompiendo el canal de suministro de fundición, informando la morfología de la fractura al fundidor de la calidad del arrabio, lo que permitía establecer la distinción entre fundición blancha, gris o atruchada. Esta evaluación no es posible con lingotes producidos en máquinas de colada continua.
Fotos estereoscópicas tomadas en Pittsburgh alrededor de 1900 de fundición continua de lingotes:
|  |  |  |

Posteriormente, con el desarrollo de los convertidores, ya no fue necesario el paso intermedio de solidificar el hierro fundido antes de convertirlo en acero. El moldeado de tochos se sustituyó por la producción de arrabio fundido. En algunas ocasiones, cuando cuentan con una composición química conocida (y a veces muy elaborada), los tochos se vuelven a fundir en un cubilote para obtener piezas moldeadas de calidad. Salvo en los altos hornos pequeños, la producción de tochos se volvió cada vez más marginal durante el siglo XX.
Los tochos de arrabio también se pueden emplear tal como se producen, siendo utilizados como lastre en embarcaciones o en actividades de apnea, así como en el entrenamiento con pesas.